# Mala Dobrava
Mala Dobrava – wieś w Słowenii, w gminie Ivančna Gorica. W 2018 roku liczyła 33 mieszkańców.